# 張一如
張一如（？年—？年），號来初，南直隶懷寧县人。明朝政治人物。

## 生平
崇禎三年（1630年）庚午科應天鄉試举人，崇禎四年（1631年）联捷辛未科进士。礼部观政，七年授行人司行人，十二年升文选司主事，十三年升文选司员外郎。后出为浙江嘉湖道和湖广荆南参议，因病回故里。卒年六十三。

## 家族
弟张九如，號石初。